# Route nationale 90 (Grèce)
Pour les articles homonymes, voir Route nationale 90.
Ne doit pas être confondu avec Autoroute A90 (Grèce).
La route nationale 90 (en grec moderne : Εθνική Οδός 90, en abrégé EO90) est la plus longue route du réseau routier national de Crète, avec une longueur d'environ 320 kilomètres (ancienne route nationale) et 240 kilomètres (nouvelle route nationale). Il relie Kastelli Kissamos à Sitía. Il fait partie du réseau transeuropéen de la Grèce.
La route est composée de deux voies de circulation (une dans chaque sens) sans terre-plein central. La plupart des intersections sont au niveau du sol. Bien qu'il traverse à la fois des terrains montagneux accidentés et des terrains plats, en raison de coûts de construction limités, son utilisation est limitée dans les tunnels ou les ponts de vallée. Le tunnel de Vrachási a été le premier tunnel construit sur une route nationale en Grèce au début des années 1970 sur la nouvelle route.
Le projet d'autoroute A90 constitue essentiellement la modernisation de cette nouvelle route nationale, qu'elle remplacera après son achèvement. Enfin, certaines parties de la route font partie de la Route européenne 75 et de la Route européenne 65.

## Description
La route nationale 90 est une autoroute majeure sur l'axe ouest-est de la Crète qui relie la ville et le port les plus à l'ouest, Kissamos, à la ville la plus à l'est, Sitia. Elle fait également partie de deux grandes routes européennes : E65 (Kissamos-La Canée) et (E75 La Canée-Réthymnon-Héraklion-Agios Nikolaos-Sitia).
Sur toute sa longueur, elle présente la section transversale d'une autoroute à deux voies, sans parapet de séparation au milieu et une largeur de 12 m. à propos de. Certaines autres sections ont une largeur de 8 m. La longueur totale de l'ancienne route nationale est d'environ 320 kilomètres, tandis que la nouvelle est de 240 kilomètres.